# Libreria (biologia)
In biologia molecolare, una libreria (dall'inglese library, che letteralmente andrebbe tradotto come "biblioteca") è una raccolta di molecole in forma stabile che rappresenta alcuni aspetti di un organismo.
Le sequenze nucleotidiche di interesse sono contenute all'interno di plasmidi o nel genoma di batteriofagi, utilizzati per infettare cellule batteriche (gli ospiti finali dei frammenti di acido nucleico sono dunque i batteri stessi). Ogni cellula (o gruppo di cellule) contenenti uno stesso frammento è definito clone.
Le librerie genomiche si possono suddividere in due gruppi:
- librerie genomiche;
- librerie di DNA complementare al mRNA (cDNA), dette anche librerie di espressione, in quanto, ogni clone è in grado di esprimere una proteina.

## Librerie genomiche
Quando una cellula possiede un gene che si vuole clonare in quanto ritenuto di particolare utilità o interesse, ma del quale non si conosce l'esatta ubicazione, i ricercatori utilizzano gli enzimi di restrizione per tagliare in numerosi frammenti il DNA che contiene il gene in questione; tali frammenti poi sono inseriti nei vettori (plasmidi o batteriofagi) grazie alle loro estremità coesive. I vettori ricombinanti così ottenuti vengono introdotti nei batteri e iniziano a moltiplicarsi al loro interno. La serie di vettori contenenti ciascuno un frammento dell'intero DNA è detta libreria genomica.

## Librerie di DNA complementare
Una libreria di DNA complementare rappresenta tutto il mRNA presente in un particolare tessuto, che è stato convertito in un frammento di DNA con l'uso dell'enzima trascrittasi inversa. Rappresenta i geni che sono trascritti in particolari tessuti sotto particolari condizioni fisiologiche, ambientali o di sviluppo.
Le librerie a cDNA sono utili in genetica inversa, ma non devono essere confuse con le librerie genomiche, poiché non rappresentano l'intero genoma ma solo quella porzione di genoma che viene trascritta (in genere meno dell'1% del genoma). A parità di organismo di interesse, dunque, la grandezza di una libreria di cDNA è molto più ridotta di una libreria genomica: gli mRNA sono infatti solitamente frammenti di dimensioni ridotte (possono alloggiare comodamente in plasmidi o, in casi particolari, in fagi) e sono un numero tutto sommato contenuto (se ne stimano 25000 complessivi nell'uomo).